# Симфония № 9 (Малер)
Симфо́ния № 9 ре мажор — сочинение австрийского композитора Густава Малера, его последняя завершённая симфония, написанная в 1909 году и впервые исполненная уже после смерти автора, в 1912-м. Одна из наименее традиционных по форме симфоний Малера; вместе с «Песнью о земле» и незаконченной Десятой она составляет «прощальную» трилогию композитора.

## История создания
Музыковеды рассматривают Восьмую симфонию Малера как апогей его симфонической эпопеи; за апогеем последовали три прощальные симфонии: «Песнь о земле», Девятая и незавершённая Десятая.
Восьмую симфонию Малер написал в 1906 году; летом 1907 года умерла его старшая дочь, 4-летняя Мария Анна; вскоре после этого врачи диагностировали у самого композитора неизлечимую болезнь сердца. «Для человека, — пишет Инна Барсова, — стихией которого было непрерывное движение, движение всегда и везде — в отдыхе, в дирижировании и, главное, в творчестве, — условием жизни стал полный покой, высчитанный шаг, высчитанный взмах дирижёрской палочки, высчитанное творческое волнение». Сердечная недостаточность ставила под угрозу его творчество; по свидетельству Отто Клемперера, Малер, в прежние времена за дирижёрским пультом почти неистовый, стал дирижировать очень экономно: «…Он хотел жить, и жить долго».

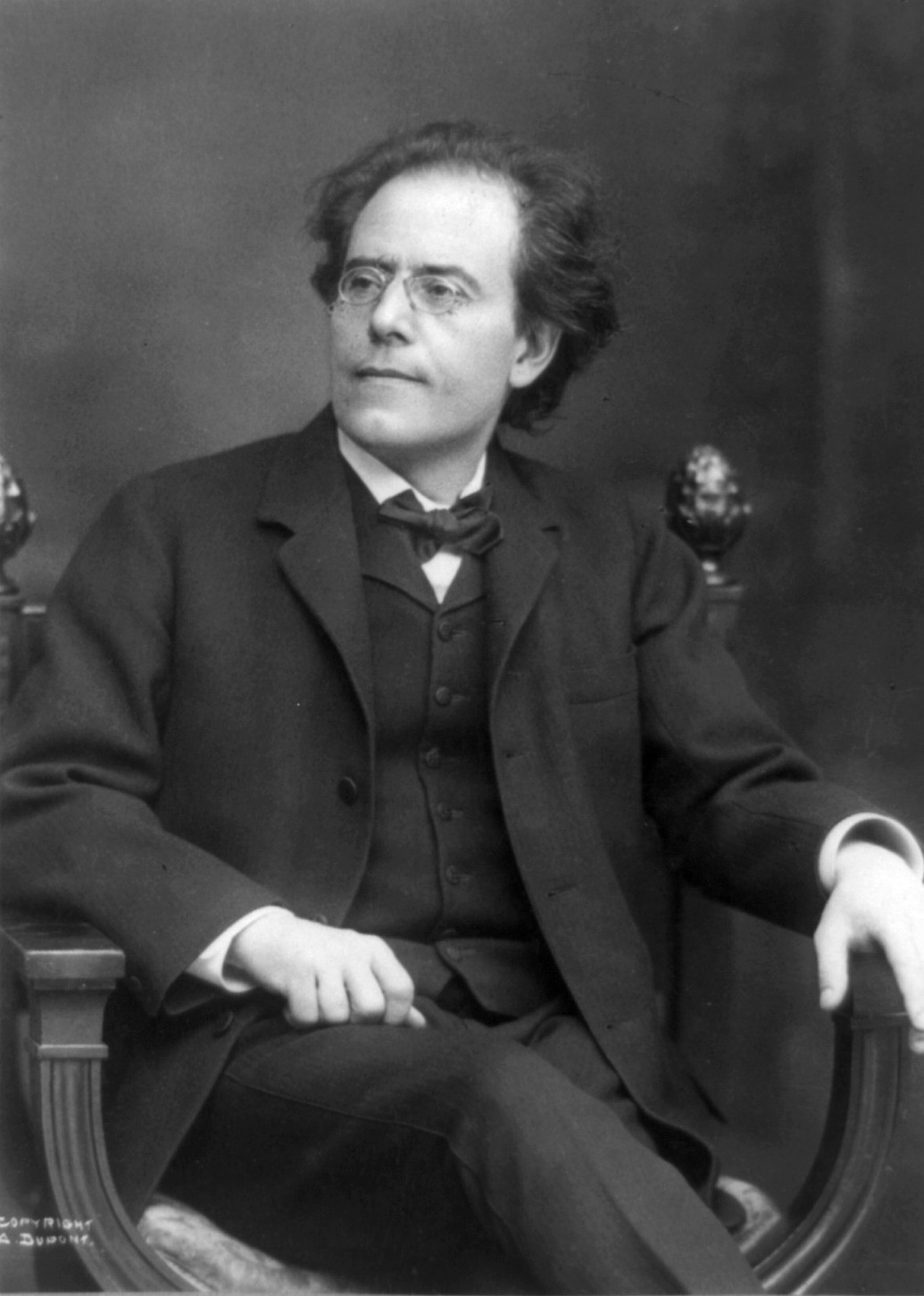
Густав Малер в 1909 году

Хотел жить, но сознавал, что дни его сочтены, и это сознание определило характер последних сочинений Малера: «…Мир лежал перед ним в мягком свете прощания… — вспоминал Бруно Вальтер. — „Милая земля“, песню о которой он написал, казалась ему такой прекрасной, что все его мысли и слова были таинственно полны каким-то изумлением перед новой прелестью старой жизни».
Замысел сочинения, ставшего Девятой симфонией Малера, относится ещё к 1905 году, но к тому времени, когда композитор непосредственно приступил к работе над ним, очевидно, претерпел существенные изменения. Свои последние симфонии Малер писал на фоне ряда разочарований: в 1907 году он оказался вынужден расстаться с Венской оперой, отношения с руководством Метрополитен-опера, с которой он заключил контракт в конце того же года, складывались так, что Малер уже готов был покинуть и этот театр. Не приносила удовлетворения и работа с Нью-Йоркским филармоническим оркестром, о котором Малер писал Бруно Вальтеру: «Мой оркестр здесь — настоящий американский оркестр. Бездарный и флегматичный. Приходится терять очень много сил». Как композитор он добился признания лишь в относительно узком кругу, — прощание с жизнью было и прощанием с иллюзиями. А.-Л. де Ла Гранж считает, что на характере этой симфонии более непосредственно, чем состояние здоровья композитора, сказался кризис в отношениях с Альмой, о чём свидетельствуют и сделанные рукой Малера надписи на рукописи — прощание с молодостью и с любовью.
В августе 1909 года в Альтшульдербахе (в трёх километрах от Тоблаха) Малер закончил работу над «Песнью о земле», — как утверждал Бруно Вальтер, только суеверный страх перед цифрой 9, ставшей роковой для Л. ван Бетховена и А. Брукнера, помешал ему назвать это сочинение симфонией. Решил ли Малер, что ему удалось обмануть судьбу, — по свидетельствам современников, он всё-таки вспоминал о Девятой Бетховена и говорил близким: «Она идёт тоже в Ре! и меньше всего — в мажоре», — но, написав «Песнь о земле», он тогда же, в августе, приступил к работе над новым сочинением, которое бесстрашно назвал «Симфонией № 9»; ей и суждено было стать последней завершённой симфонией композитора.
Осенью 1909 года Малер взял рукопись симфонии с собой в Нью-Йорк «в таком виде, что её почти невозможно было разобрать», и переписал её набело, по-видимому, уже в 1910 году. Неудачная премьера Пятой симфонии в дальнейшем побуждала Малера не торопиться с обнародованием своих сочинений — откладывать первое исполнение на два, а то и на три года. Премьера Восьмой симфонии состоялась лишь в сентябре 1910-го, она стала первым настоящим триумфом композитора, но продирижировать «Песнью о земле» Малер уже не успел, — премьеру в ноябре 1911 года провёл Бруно Вальтер. Под его управлением, 26 июня 1912 года в Вене, состоялась и первое исполнение Девятой симфонии.

## Музыка
«Я высказал в ней, — писал Малер Бруно Вальтеру осенью 1909 года о своей Девятой симфонии, — нечто такое, что давно уже просилось у меня наружу; может быть, её
(как целое) можно скорее всего поставить рядом с Четвёртой (хотя она совсем иная)». От ранних симфоний композитора, в которых всё в избытке, Девятую отличает классическая сдержанность, и в оркестре её нет никаких экстравагантных инструментов вроде коровьих колокольцев, молота или стальных брусков. Девятая — одна из немногих у Малера четырёхчастных симфоний, но это единственное, что осталось в ней от традиционной классико-романтической структуры. По сравнению с классическим циклом — аллегро, анданте (или адажио), скерцо и рондо-финал в быстром темпе — в симфонии Малера всё кажется перевёрнутым: первая часть — анданте, за ней следуют скерцо и рондо, четвёртая часть — адажио. Если в классическом цикле драматическим центром симфонии была первая часть, а у Малера им нередко оказывался финал, то в Девятой он перемещается в третью часть — Rondo-Burleske.
В Девятой симфонии, как и в Четвёртой, равно представлены и лирика, и гротеск и так же отсутствуют героические и драматические образы. Но если Четвёртая симфония — плод усталости и разочарования, как считают некоторые исследователи, — предлагала уход в мир иллюзий, то в Девятой никаким иллюзиям уже нет места. И если в целом на протяжении своей симфонической эпопеи Малер вёл напряжённый диалог с самим собой и едва ли не каждая симфония оспаривала выводы предыдущей, то в последней его, незавершённой трилогии эта диалогичность отсутствует: Девятая симфония воспринимается как продолжение «Песни о земле». И не только потому, что обе симфонии пронизаны одной мыслью и одним чувством — прощанием с жизнью; тема начала Девятой симфонии родилась из последних тактов «Песни о земле».
Первая часть, Andante comodo, написанная в тональности ре мажор, переходящей в ре минор, представляет собой феномен индивидуальности формы: это не традиционная сонатная форма и не разработанная самим Малером (использованная им в «Песни о земле») вариантно-строфическая. «Здесь бессильны, — писал в своё время Пауль Беккер, — все не порывающие с традицией попытки истолкования… Происходит разложение и новый синтез существовавших доныне принципов построения…» Эрвин Ратц находил в первой части черты как сонатной формы, так и двойных вариаций, а в строении экспозиции — признаки песенности: строфическое членение и «род трехчастной песенной формы». Ещё более сложной представлялась форма Andante Инне Барсовой; в этом синтезе многих структурных принципов одни легко уживаются с другими, некоторые, напротив, отрицают друг друга. «Эта структурная многоликость, — пишет исследователь, — эта фиксация мгновений динамического столкновения композиционных принципов составляет сущность формы первой части». В первой части симфонии особенно ярко выражено шубертовское, песенное начало: основные её темы по своей природе — Lieder, немецкие песни-романсы; И. Барсова отмечает и песенный тип оркестровой фактуры: она как будто воспроизводит фортепианные фигуры из партии левой руки.
Размеренные, бесстрастные звуки арфы в начале словно отсчитывают часы жизни; в своём развитии эта тема постепенно обретает черты погребального шествия. В Andante comodo, пишет И. Барсова, «волевые порывы, вспыхивая, бессильно сникают, экстатические взлёты сменяются бесконечной усталостью, граничащей с прострацией»; здесь уже нет никакой борьбы — она утратила смысл. В одном из самых трагических эпизодов первой части, кондукте, присутствуют три психологических плана: один — глубоко личный, другой — внеличный, обозначенный Альбаном Бергом как «рыцарственные звуки: смерть в доспехах», и третий, оставляющий, по И. Барсовой, впечатление иронического созерцания этого траурного шествия со стороны. «…Первая часть, — писал Альбан Берг, — лучшее, что написал Малер. Это — выражение неслыханной любви к земле, страстное желание жить на ней в мире, ещё и ещё раз до глубочайшей глубины насладиться ею, природой — пока не придёт смерть. Ибо она неудержимо приближается».
Вторая часть, скерцо, нем. Im tempo eines gemächlichen Ländler («В темпе спокойного лендлера»), написана в до мажоре. В этой части и в третьей Малер как будто пытается вырваться из мира субъективных переживаний и возвращается к контрасту Первой симфонии, где здоровому народному началу (в скерцо, также представляющем собой лендлер) противопоставлен мир лжи и лицемерия (в третьей части). Но в Девятой симфонии уже нет былого здоровья, народность этого скерцо лишена идилличности; за лендлером, с его грубоватым деревенским юмором, следует гротескный вальс, ускоряющийся до дикого, «экспрессионистского», по Ла Гранжу, вихря. Вальс сменяется лендлером, но на этот раз в замедленном темпе и потому едва узнаваемым (первоначально этот раздел именовался менуэтом); тема, пишет И. Барсова, «меланхолично замирает в своем движении,
словно бы отодвинутая вдаль и долго, пристально рассматриваемая».
Третья часть — Rondo-Burleske, в темпе Allegro assai (достаточно быстро), в тональности ля минор. Драматический центр
симфонии, единственная её часть, в которой созерцание уступает место деяниям, но деяниям с мощным отрицательным зарядом. В одной из рукописей этой части имеется посвящение: «Моим братьям в Аполлоне». Форму рондо — с песенным чередованием неизменяемой главной темы (рефрена) и постоянно обновляемых эпизодов — Малер использовал в финалах Пятой и Седьмой симфоний, но там рефрен олицетворял обретённую гармонию, в Девятой в нём воплотилось дисгармоническое начало.
В эмоциональном плане рондо-бурлеск перекликается со второй частью Пятой симфонии, с первой и четвёртой частями трагической Шестой (также написанных в ля миноре), и в то же время в нём присутствуют, даже в наиболее драматическом начальном разделе, типичные для скерцо танцевальные ритмы; в контрастных по характеру музыки темах сохраняется темповое единство, и это тотально равномерное движение создаёт впечатление некоего враждебного perpetuum mobile — не деяний, а лихорадки бессмысленной деятельности, маниакальной активности, устремлённой в пропасть. Словно в спортивной гонке все инструменты оркестра поочерёдно берут на себя роль лидеров — солистов. Лишь однажды темп спадает, и в этом замедленном движении (с авторской ремаркой: «нем. Etwas gehalten. Mit grosser Empfindung» — «Несколько сдержанно. С большим волнением») завязывается тема финала.
Финал — Adagio, нем. Sehr langsam und noch zurückhaltend («Очень медленно и при этом сдержанно»). После лихорадочного рондо-бурлеска он воспринимается как освобождение от мира деяний. Ла Гранж отмечает смелость Малера: никто прежде не отваживался строить целую часть на таком простом мотиве. Финал Девятой — такое же «Прощание», как и заключительная часть «Песни о земле», в нём та же нежность и прозрачность. Слияние с природой, центральная идея Первой симфонии Малера, здесь обретает новый смысл: в финале Девятой, пишет И. Барсова, «страстное переживание красоты и гармонии сущего, олицетворяемых теперь одной лишь природой, сменяется всё более ясным
предощущением смерти, которая также часть природы».
Начальная тема финала, исполненный величавого спокойствия хорал, звучит торжественно, но движение темы осуществляется скачками, что придаёт хоралу исключительную эмоциональную напряженность; кульминация этой темы подобна электрическому разряду, и спад напряжения сопровождают новые вспышки чувства — как мгновенные озарения, постепенно утрачивающие яркость. Вторая тема, антитеза первой, напротив, аскетична и бесстрастна; она зарождается в недрах хорала и вызывает ассоциации с разреженным горным воздухом: огромный охват звукового пространства, пишет И. Барсова, сочетается здесь с бесплотностью фактурных очертаний.
Финал Девятой симфонии воспринимается и как продолжение финала Третьей, только «с другим концом»: если в Третьей кода финала — апофеоз темы, то в Девятой, согласно авторской ремарке («ersterbend»), начальная тема постепенно, очень долго истаивает, «умирает», — как будто ещё не осознанная тогда, в 1896 году, отрешённость от земных страданий претворилась теперь в ясное осознание и приятие своей участи.

## Состав оркестра
По сравнению с Восьмой симфонией («Симфонией тысячи») оркестр Девятой выглядит очень скромно, он уступает даже составу Пятой симфонии: кроме струнного квинтета, 4 флейты, флейта-пикколо, 3 гобоя, английский рожок, 3 кларнета, кларнет-пикколо, бас-кларнет, 3 фагота, контрафагот, 4 валторны, 3 трубы, 3 тромбона, туба, группа ударных — 2 литавры, треугольник, малый барабан, тарелки, большой барабан, тамтам, колокольчики,
3 низких колокола — и 2 арфы.

## Дальнейшая судьба
Премьера Восьмой симфонии 12 сентября 1910 года стала, по свидетельствам современников, первым истинным триумфом Малера-композитора, и хотя она не имела того резонанса, на какой рассчитывал Малер, всё же после этой премьеры он мог считать себя признанным композитором: слушатели не делились больше на шикающих и аплодирующих. Успех Восьмой предопределил отношение и к последним сочинениям: критики уже не издевались над ними, как прежде, да и ранняя смерть композитора, спустя всего восемь месяцев после триумфа, к этому не располагала, — погребение Малера, по свидетельству Бруно Вальтера, совершалось «при невиданном скоплении народа». Исключение составила разве только антисемитская пресса: один из видных её представителей по уже сложившейся традиции назвал Девятую симфонию «гигантским сорняком в симфоническом саду».
Малер и в 1910 году самым значительным своим сочинением считал Восьмую симфонию, но, если опросить его поклонников, включая музыковедов, первые позиции, пишет немецкий исследователь Й. М. Фишер, займут «Песнь о земле» и Девятая симфония. Оба сочинения завершают классико-романтическую традицию XIX века и предвосхищают «Новую музыку»; в Девятой симфонии и форма первой части, и её особая экспрессия, которую Фишер характеризует как «кризис способности музыки говорить», и заметное ослабление власти традиционной тональности явным образом предвосхищают сочинения композиторов Новой венской школы.
Первый исполнитель симфонии, Бруно Вальтер, осуществил и первую её запись — в 1938 году, с Венским филармоническим оркестром. Многие дирижёры, не расходясь в оценках с современными критиками, считали Девятую одной из лучших, если не лучшей симфонией Малера; только Леонард Бернстайн записал её восемь раз; вновь и вновь возвращались к ней Отто Клемперер, Карло Мария Джулини, Герберт фон Караян. И не случайно записи этой симфонии не раз удостаивались различных музыкальных премий, в том числе премии «Грэмми»: записи К. М. Джулини (1976), Л. Бернстайна (1979), Г. Шолти (1982), П. Булеза (1995). Всего на 2014 год насчитывалось 168 записей, принадлежащих 99 дирижёрам.
В СССР первую запись Девятой симфонии, как и ряда других сочинений Малера, осуществил в 1964 году Кирилл Кондрашин с Симфоническим оркестром Московской филармонии, ему же принадлежит и вторая запись (в 1967 году), оказавшаяся последней: новые записи появились уже в постсоветское время.